# Gulraiz Akhtar
Gulraiz Akhtar (geboren am 2. Februar 1943 in Rawalpindi; gestorben am 1. November 2021 in Lahore) war ein pakistanischer Hockeyspieler. Er gewann sowohl bei Olympischen Spielen als auch bei Asienspielen einmal Gold.

## Sportliche Karriere
Der 1,72 m große Gulraiz Akhtar nahm als Mittelfeldspieler der pakistanischen Nationalmannschaft an allen neun Spielen des olympischen Hockeyturniers 1968 in Mexiko-Stadt teil. Sein einziges Tor erzielte er im Vorrundenspiel gegen Malaysia. Die pakistanische Mannschaft gewann alle sieben Vorrundenspiele. Nach einem 1:0-Halbfinalsieg über die deutsche Mannschaft gewannen die Pakistaner das Finale gegen die Australier mit 2:1.
1970 trat Akhtar bei den Asienspielen in Bangkok an. Im Finale gewann die pakistanische Mannschaft den Titel mit einem 1:0-Sieg nach Verlängerung gegen die indische Mannschaft. 1973 kehrte Akhtar noch einmal in die Nationalmannschaft zurück und belegte den vierten Platz bei der Weltmeisterschaft in Amstelveen.
Akhtar hatte sechs Geschwister, sein älterer Bruder Pervez Akhtar war ebenfalls Hockeynationalspieler. Gulraiz Akhtar spielte für die Hockeymannschaft des pakistanischen Zolls in Karatschi und arbeitete beim Zoll, bis er 2000 in den Ruhestand trat. Er starb im Alter von 78 Jahren.